# هکتور الیزوندو
هکتور الیزوندو (به انگلیسی: Héctor Elizondo) (زاده ۲۲ دسامبر ۱۹۳۶) بازیگر آمریکایی است.
از فیلم‌های معروف او می‌توان به فیلم پلیس بورلی هیلز ۳ اشاره کرد.

## فیلم‌ها
از فیلم‌های معروف او عبارت‌اند از:
- پلیس بورلی هیلز ۳
- دفتر خاطرات شاهزاده خانم
- دفتر خاطرات شاهزاده خانم ۲: تعهد سلطنتی
- استراحتگاه خصوصی
- انسان
- زاده برای پیروزی
- ژیگولوی آمریکایی
- دکترهای جوان عاشق
- قانون جورجیا
- بزرگ کردن هلن
- هیچ‌چیز مشترک
- بر فراز دریا
- بچه فلامینگو
- سوپ تورتیا
- خواهر دیگر
- زبری لازم